# Pelidnota chiriquicola
Pelidnota chiriquicola är en skalbaggsart som beskrevs av Ohaus 1913. Pelidnota chiriquicola ingår i släktet Pelidnota och familjen Rutelidae. Inga underarter finns listade i Catalogue of Life.